# Joseph L. Mankiewicz
Joseph L. Mankiewicz (Wilkes-Barre, Pennsylvania, 1909. február 11. – Bedford, New York, 1993. február 5.) négyszeres Oscar-díjas amerikai rendező, forgatókönyvíró és producer.
A filmiparban betöltött szerepének köszönhetően csillagja megtalálható a Hollywood Walk of Fame-en.

## Fiatalkora
1909. február 11-én született a pennsylvaniai Wilkes Barreban. Szülei Frank Mankiewicz és Johanna Blumenau németországi zsidó emigránsok voltak. Négyéves korában a családjával New Yorkba költözött, ahol a Stuyvesant Középiskolában érettségizett 1924-ben. 1928-ban a Columbia Egyetemen szerzett diplomát. Később Berlinben dolgozott tudósítóként a Chicago Tribunenek mielőtt a filmiparban helyezkedett volna el.

## Hollywoodi karrierje
Mankiewicz 17 éven keresztül a Paramount Picturesnak dolgozott forgatókönyvíróként és producerként mielőtt lehetőséget kapott filmet is rendezni a 20th Century Foxtól. 11 filmet készített hat év alatt a Foxnak, a csúcsra 1950-ben és 1951-ben ért el, amikor Oscar-díjat nyert legjobb rendező és legjobb adaptált forgatókönyvírói kategóriában az Egy levél három asszonynak és a Mindent Éváról című filmjeiért.
1951-ben otthagyta a 20th Century Foxot és New Yorkba költözött azzal a szándékkal, hogy színdarabokat írjon a Broadwayra. Ez az álma sosem vált valóra, ezért visszatért a filmiparba. 1953-ban rendezte a Julius Caesart, melyben a fiatal Marlon Brando volt látható Marcus Antonius szerepében, akit Oscarra is jelöltek alakításáért. A film széles elismerést váltott ki a kritikusok körében, David Shipman "talán minden idők legjobb Shakespeare feldolgozása, amit valaha készítettek" jelzővel illette a filmet.
1958-ban rendezte A csendes amerikait, mely Graham Greene azonos című regényének adaptációja. A történet arról szól, hogy mi lenne ha az amerikaiak beavatkoznának a vietnámi háborúba. Mankiewicz eltorzította a könyv eredeti üzenetét, megváltoztatva a történet fő részéit, hogy megfeleljen a hazafias amerikai közönségnek. Az eredeti műből, mely óva intette Amerikát az antikommunizmus vak támogatásában, a szerző Greene szerint amerikai propagandafilmet csináltak.
A Kleopátra (1963) elkészítése három évet elvett az életéből, hogy végül kisiklassa a karrierjét és súlyos pénzügyi veszteséget okozzon 20th Century Foxnak. A későbbiekben még több filmet rendezett, melyek közül utolsó munkája a Mesterdetektív (1972) emelkedik ki Laurence Olivierrel és Michael Cainenel a főszerepben. Mankiewiczet Oscar-díjra is jelölték legjobb rendezés kategóriában.
1983-ban tagja volt a Berlini Nemzetközi Filmfesztivál zsűrijének.

## Halála
1993. február 5-én hunyt el a New York állambeli Bedfordban, hat nappal a 84. születésnapja előtt, és a helyi Szent Máté Episzkopális Temetőben helyezték örök nyugalomra.

## Fontosabb díjai és jelölései
- Oscar-díj
  - 1951 díj: legjobb rendező - Mindent Éváról
  - 1951 díj: legjobb adaptált forgatókönyv - Mindent Éváról
  - 1950 díj: legjobb rendező - Egy levél három asszonynak
  - 1950 díj: legjobb adaptált forgatókönyv - Egy levél három asszonynak
  - 1973 jelölés: legjobb rendező - Mesterdetektív
  - 1955 jelölés: legjobb eredeti forgatókönyv - A mezítlábas grófnő
  - 1953 jelölés: legjobb rendező - Öt ujj
  - 1951 jelölés: legjobb eredeti forgatókönyv - Nincs kiút
  - 1941 jelölés: legjobb film - Philadelphiai történet
  - 1931 jelölés: legjobb adaptált forgatókönyv - Skippy
- Golden Globe-díj
  - 1950 díj: legjobb forgatókönyv - Mindent Éváról
  - 1950 jelölés: legjobb rendező - Mindent Éváról
  - 1964 jelölés: legjobb rendező - Kleopátra

## Jelentősebb filmjei rendezőként
- 1972 - A mesterdetektív (Sleuth)
- 1970 - Volt egyszer egy gazember (There Was a Crooked Man)
- 1967 - Rókamese (Honey Pot)
- 1963 - Kleopátra (Cleopatra)
- 1959 - Múlt nyáron, hirtelen (Suddenly, Last Summer)
- 1958 - A csendes amerikai (The Quiet American)
- 1955 - Macsók és macák (Guys and Dolls)
- 1954 - A mezítlábas grófnő (The Barefoot Contessa)
- 1953 - Julius Caesar
- 1952 - Öt ujj (Five Fingers)
- 1950 - Mindent Éváról (All About Eve)
- 1950 - Nincs kiút (No Way Out)
- 1949 - Idegenek háza (House of Strangers)
- 1949 - Egy levél három asszonynak (A Letter to Three Wives)
- 1946 - Valahol az éjszakában (Somewhere in the Night)
- 1946 - A Sárkányvár asszonya (Drangonwyck)

## Jelentősebb filmjei forgatókönyvíróként
- 1967 - Rókamese (The Honey Pot)
- 1963 - Kleopátra (Cleopatra)
- 1958 - A csendes amerikai (The Quiet American)
- 1955 - Macsók és macák (Guys and Dolls)
- 1954 - A mezítlábas grófnő (The Barefoot Contessa)
- 1953 - Julius Caesar
- 1950 - Mindent Éváról (All About Eve)
- 1950 - Nincs kiút (No Way Out)
- 1949 - Idegenek háza (House of Strangers)
- 1949 - Egy levél három asszonynak (A Letter to Three Wives)
- 1946 - Valahol az éjszakában (Somewhere in the Night)
- 1946 - A Sárkányvár asszonya (Drangonwyck)
- 1944 - A mennyország kulcsa (The Keys of the Kingdom)
- 1938 - A kísértés órája (The Shining Hour)
- 1934 - Mindennapi kenyerünk (Our Daily Bread)
- 1934 - Manhattani melodráma (Manhattan Melodrama)
- 1931 - Skippy

## Fordítás
- Ez a szócikk részben vagy egészben  a   Joseph_L._Mankiewicz című angol Wikipédia-szócikk fordításán alapul.  Az eredeti cikk szerkesztőit annak laptörténete sorolja fel. Ez a jelzés csupán a megfogalmazás eredetét és a szerzői jogokat jelzi, nem szolgál a cikkben szereplő információk forrásmegjelöléseként.